# Mandżurozaur
Mandżurozaur (Mandschurosaurus) – rodzaj późnokredowego hadrozaura, którego nazwa oznacza „jaszczur z Mandżurii” i odnosi się od miejsca znalezienia jego pierwszych skamielin. Rodzaj ten został opisany na podstawie niekompletnego szkieletu znalezionego w 1914 przez rosyjskich paleontologów. Mandżurozaur był pierwszym opisanym dinozaurem w Chinach. Obecnie jego szkielet można podziwiać w Centrum Geologii i Prospecting Museum w Sankt Petersburgu. Jak sugerują skamieniałości, był to duży hadrozaur, osiągający ok. 8 metrów długości. Brett-Surman (1979) uznał ten rodzaj za nomen dubium, podobnie jak Horner i inni w 2004, ale niektórzy badacze dalej, np. Chapman i Brett Surman (1990), uważają mandżurozaur za rodzaj ważny. Pierwsze znaleziono szczątki mandżurozaura zostały przypisane do dawnego rodzaju Trachodon, jednak w 1930 roku Riabinin opisał na ich podstawie nowy rodzaj hadrozaura.

## Gatunki
- Mandschurosaurus amurensis (Riabinin, 1930)

Miejsce występowania: Blagoveshchensk (górne osady rzeki Amur), Rosja
Czas występowania: późna kreda
Materiał kopalny: niekompletna puszka mózgowa, niekompletna kość zębowa, kręgi grzbietowe, kręgi krzyżowe, kręgi ogonowe, dwa żebra, kości przednich i tylnych kończyn.
Inne informacje: Możliwe, że jest synonimem charonozaura, jednak ponieważ został wcześniej opisany ma priorytet.
- Mandschurosaurus laosensis (Hoffet, 1943)

Miejsce występowania: nienazwany poziom Savannakhet Khoueng, Laos
Czas występowania: santon, kampan i mastrycht (późna kreda)
Materiał kopalny: kość biodrowa
Inne informacje: W rzeczywistości może w ogóle nie być hadrozaurem. Horner i inni (2004) uważają go za nomen dubium.
- „Mandschurosaurus magnus” (Godefroit, Zan i Jin, 2001)

Miejsce występowania: ?
Czas występowania: ?
Materiał kopalny: szkielet wystawiony w Muzeum Geologii w Heilongjiang.
Inne informacje: Nie został on formalnie opisany, dlatego obecnie ma status nomen nudum.
- Mandschurosaurus mongoliensis (Gilmore, 1933)

Miejsce występowania: formacja Iren Dabasu, Nei Mongol Zizhiqu, Chiny
Czas występowania: cenoman?, turon, koniak, santon, kampan, mastrycht? (późna kreda)
Materiał kopalny: ?
Inne informacje: Horner i inni 2004 uważają ten gatunek za synonim gilmorozaura.